# (36204) 1999 TM101
1999 TM101 (asteroide 36204) é um asteroide da cintura principal. Possui uma excentricidade de 0.03150810 e uma inclinação de 22.24308º.
Este asteroide foi descoberto no dia 2 de outubro de 1999 por LINEAR em Socorro.